# Megachile silverlocki
Megachile silverlocki är en biart som beskrevs av Meade-waldo 1913. Megachile silverlocki ingår i släktet tapetserarbin, och familjen buksamlarbin. Inga underarter finns listade i Catalogue of Life.